# Blisko iskustvo sa smrću
Blisko iskustvo sa smrću ili iskustvo blisko smrti (IBS) (eng. Near Death Experience, NDE) je vrsta izvantjelesnih iskustava. Radi se o osobnom iskustvu koje se navodno događa kada je čovjek na pragu smrti. Fenomen se pojavljuje nakon proglašenja kliničke smrti i uključuje osjećaj napuštanja tijela, prestanak svih briga i strahova, stanje potpunog mira, susret s nedavno preminulom bliskom osobom te pojavu jakog bijelog svijetla koje snažno privlači.
Parapsiholozi i određen broj znanstvenika tvrde da se takvi fenomeni pojavljuju po točno određenom obrascu, neovisno o vjerskom opredjeljenju osobe koja ih doživljava pa da stoga upućuju na to da bi to mogao biti jedan od dokaza o postojanju života poslije smrti. Istovremeno, drugi znanstvenici objašnjavaju da su takva iskustva rezultat električne oluje unutar mozga koji umire, odnosno da se radi o halucinaciji.

## Istraživanja
Zagovornici teorije o preživljavanju ljudske duše nakon fizičke smrti smatraju da fenomen bliskog iskustva sa smrću slijedi točno određene stadije koji započinju spoznajom osobe o vlastitoj smrti, što je često popraćeno neugodnim zvukom, nakon čega se javlja osjećaj smirenosti i spokoja te se doživljava izvantjelesno iskustvo pri kojem osoba osjeća kako napušta svoje tijelo, a katkad ga može i vidjeti. U tom trenutku otvara se nekakav mračni tunel iz kojeg izlazi blještava svjetlost koja neodoljivo privlači. Sudionici pojedinih iskustava tvrde da su počeli lebdjeti prema gore, dok drugi tvrde da su imali osjećaj da tonu. Tijekom prolaska kroz tunel može se dogoditi susret s nedavno preminulim prijateljima ili članovima obitelji, a ponekad slijedi i razgovor u kojem se osobe uvjeravaju da je sve u redu. Nakon toga, osoba se suočava s nizom prizora iz vlastitog života koji se prikazuje pred osobom kao da su na filmskom platnu. Pri kraju tunela, javlja se snažna spoznaja kako nešto nije u redu i da se osoba nalazi na pogrešnom mjestu i da se mora vratiti. Iskustvo se završava osjećajem nenadanog i munjevitog povratka u tijelo.
Prva ozbiljnija istraživanja IBS-a započela su 70-ih godina 20. stoljeća kada su liječnici i znanstvenici počeli pridavati veću pažnju izjavama pacijenata koji su doživjeli iskustva na pragu smrti, a u mnogim slučajevima čak bili proglašavani klinički mrtvima i potom reanimiranima.
Godine 1975. znanstvenik Raymond Moody popularizirao je izraz "bliski susreti sa smrću" u svojoj knjizi "Život nakon života" i pokušao znanstveno istražiti taj fenomen. Međutim, većina članova znanstvene zajednice odbila je sudjelovati u takvim istraživanjima, jer su fenomen zbog uključenja nadnaravnih i religijskih aspekata smatrali neznanstvenim i irelevantnim, zbog čega se projekti koji bi istražili taj fenomen nisu mogli izdašno financirati.
Tijekom 90-ih dr. Rick Strassman provodio je istraživanje nad korisnicima lijeka DMT-a, koji pouzdano uzrokuje halucinacije i dokazao je da je 2% njegovih pacijenata imalo vizije vrlo slične onima "iskustvu bliske smrti", premda im uopće nije prijetila opasnost od smrti. Stoga je zaključak dr. Strassmana da mozak uzrokuje fenomen bliske smrti stvarajući halucinaciju, kako bi utješnom vizijom prikrio zastrašujuće iskustvo umiranja. Također, drugi znanstvenici tvrde da je pojava tunela sa žarkim svijetlom u vizijama uzrokovana ekstremnim stanjem mozga koji se gasi kada srce prestaje raditi i kad je prekinut dotok krvi bogate kisikom.